# 627 TCN
627 TCN là một năm trong lịch La Mã.